# Gesztenyeszínhátú pintypacsirta
A gesztenyeszínhátú pintypacsirta (Eremopterix leucotis) a verébalakúak (Passeriformes) rendjébe, ezen belül a pacsirtafélék (Alaudidae) családjába tartozó faj.

## Rendszerezése
A fajt Edward Smith Stanley Derby 13. grófja, angol politikus és természettudós írta le 1814-ben, a Loxia nembe Loxia leucotis néven.

## Alfajai
- Eremopterix leucotis melanocephalus (M. H. K. Lichtenstein, 1823) – Szenegáltól Szudánig;
- Eremopterix leucotis leucotis (Stanley, 1814) – délkelet-Szudán, Dél-Szudán, Etiópia, Eritrea, északnyugat-Szomália;
- Eremopterix leucotis madaraszi (Reichenow, 1902) – északkelet-Uganda, Kenya, dél-Szomália partvidéke, Tanzánia, észak-Mozambik;
- Eremopterix leucotis hoeschi (C. M. N. White, 1959) – dél-Angola, nyugat-Zambia, észak-Namíbia, észak-Botswana, északnyugat-Zimbabwe;
- Eremopterix leucotis smithi (Bonaparte, 1850) – kelet-Zambia, dél-Malawi, nyugat- és közép-Mozambik, kelet-Zimbabwe, kelet-Botswana, kelet-Dél-afrikai Köztársaság.

## Előfordulása
Afrika területén honos. Természetes élőhelyei a szubtrópusi és trópusi szavannák. Nomád faj.

## Megjelenése
Testhossza 11 centiméter, testtömege 12–16 gramm.
|  |  |

## Életmódja
Magokkal és rovarokkal táplálkozik. Egész évben költ.

## Természetvédelmi helyzete
Az elterjedési területe rendkívül nagy, egyedszáma pedig stabil. A Természetvédelmi Világszövetség Vörös listáján nem fenyegetett fajként szerepel.